# Conchita Montes

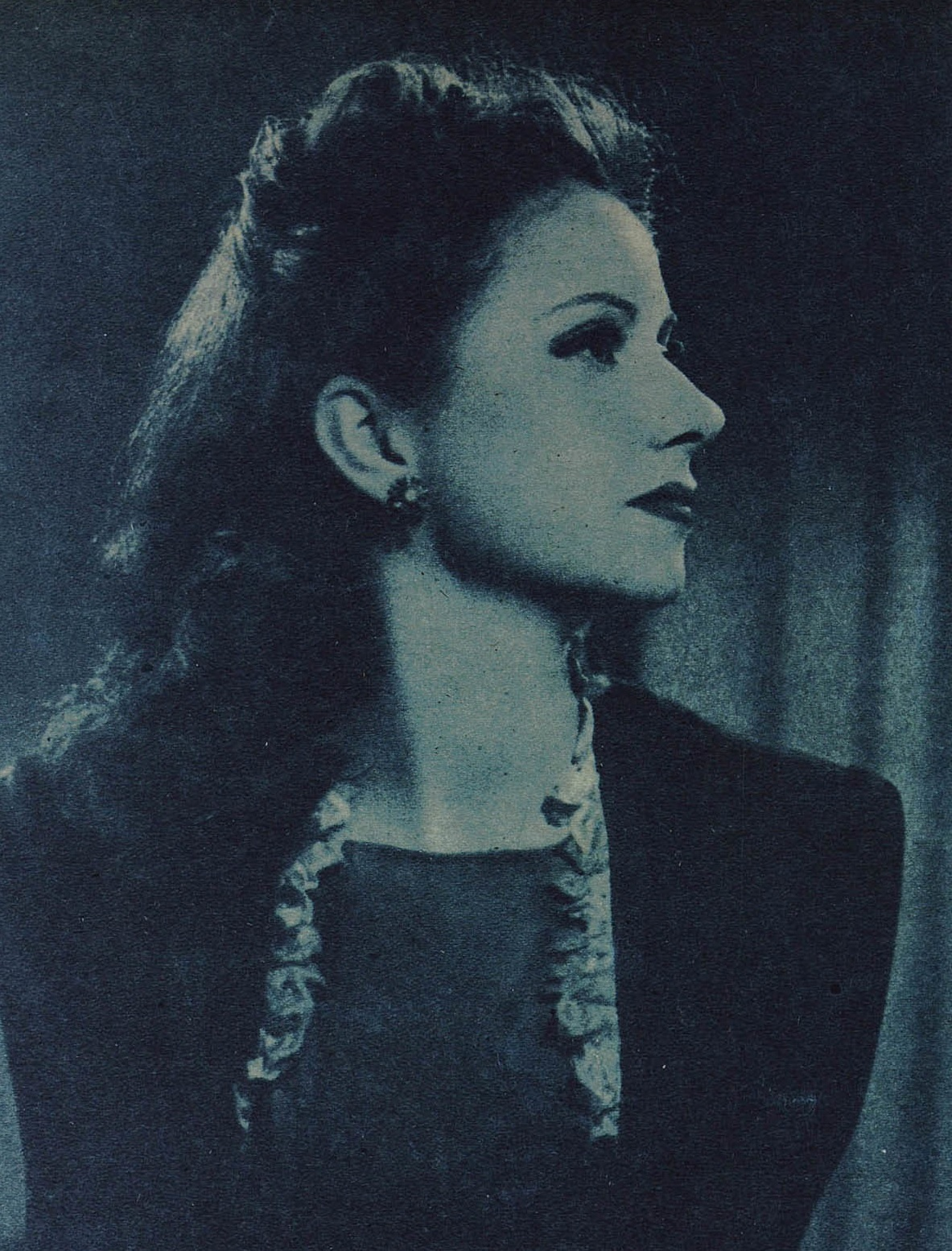
Conchita Montes, 1945

María de la Concepción Carro Alcaraz, bekannt als Conchita Montes (* 13. März 1914 in Madrid; † 18. Oktober 1994 ebenda), war eine spanische Theater- und Filmschauspielerin.

## Leben
Montes war studierte Juristin. Sie war zunächst als Autorin und Journalistin (Filmkritiken) tätig und schuf das Damero maldito, eine Art Kreuzworträtsel, das in der Wochenzeitung La Codorniz veröffentlicht wurde.
In jungen Jahren lernte sie Edgar Neville kennen, mit dem sie viele Jahre bis zum Tod Neuvilles 1967 zusammenlebte und -arbeitete. Zusammen verfassten sie 1939 das Drehbuch für den Film Frente de Madrid (dtsch: „In der roten Hölle“), der in Italien gedreht wurde und auch auf Italienisch erschien.  Montes spielte in diesem Film ihre erste Rolle. Im folgenden Jahrzehnt wirkte sie in zahlreichen Filmen Nuevilles mit, von denen einige sehr erfolgreich waren, darunter Correo de Indias (1942) , Café de París (1943), La vida en un hilo (1945), Domingo de carnaval (1945), Nada (1947), El Marqués de Salamanca (1948), El último caballo (1950) oder Mi calle (1960).
Im Theater brachte sie 1952 das berühmteste Stück von Neville, El baile, zur Uraufführung, das sie mit Rafael Alonso und Pedro Porcel spielte und das 1959 mit ihr selbst, mit Alonso und Alberto Closas ins Kino und 1963 ins Fernsehen kam, wo Montes das Stückt mit Ismael Merlo und Pastor Serrador teilte. Weitere Uraufführungen mit ihrer Mitwirkung waren Veinte añitos (1954) und Prohibido en otoño (1957), ebenfalls von Neville, A media luz los tres (1953) von Miguel Mihura, Cena de Navidad (1951), La otra orilla (1954) und Diana está comunicando (1960), die letzten drei von José López Rubio.
Im Fernsehen spielte sie in den Serien Dichoso mundo (9 Folgen, 1966–1967) und Pablo y Virginia (7 Folgen, 1968) mit, moderierte zwischen 1971 und 1972 zusammen mit Raúl Matas die Magazinsendung Buenas tardes und nahm 1986 für sechs Folgen an der Serie Tristeza de amor teil.
Ab den 1960er Jahren konzentrierte sie sich hauptsächlich auf das Theater. Höhepunkt war 1985 die Wiederaufnahme des 1981 uraufgeführten Stücks La estanquera de Vallecas von José Luis Alonso de Santos. Ihr letzter Filmauftritt war eine kurze Rolle in dem Film Una mujer bajo la lluvia von Gerardo Vera, der eine aktualisierte Version von La vida en un hilo war.
1989 erhielt sie die Medalla de Oro al Mérito en las Bellas Artes, die Goldmedaille für Verdienste um die schönen Künste, des spanischen Staates.
Montes starb 1994 und ihre Asche wurde nach ihrem Testament in den Bergen von Toledo verstreut, wo sie ihre letzten Ferien verbracht hatte.

## Rollen (Auswahl)
Theater
- Dalila von Ferenc Molnar (1946).
- Ever since Paradise von J. B. Priestley (1949).
- Curva peligrosa J. B. Priestley (1950) von.
- Vidas privadas von Noël Coward (1950).
- El complejo de Filemónvon Jean Bernard-Luc (1950) .
- El baile von Edgar Neville (1952).
- A media luz los tres von Miguel Mihura (1953).
- El amor tiene su aquel von Carlos Llopis (1955).
- Diana está comunicando von José López Rubio (1960).
- Un mes en el campo von Iwan Sergejewitsch Turgenew (1964).
- La factura von Françoise Dorin (1969).
- Cómo ama la otra mitad von Alan Ayckbourn (1971).
- Canción para un atardecer von Noël Coward (1973).
- Aplausos von Betty Comden und Adolph Green (1975).
- Lecciones de matrimonio (1978)
- Un espíritu burlón von Noël Coward (1982).

Film
- Frente de Madrid von Edgar Neville (1939).
- La muchacha de Moscú von Edgar Neville (1940).
- Correo de Indias von Edgar Neville (1942).
- Misterio en la marisma von Claudio de la Torre (1943).
- Café de París von Edgar Neville (1943).
- La vida en un hilo von Edgar Neville (1945).
- Domingo de carnaval von Edgar Neville (1945).
- Nada von Edgar Neville (1947).
- El Marqués de Salamanca von Edgar Neville (1948).
- El último caballo von Edgar Neville (1950).
- Mi adorado Juan von Jerónimo Mihura (1950).
- Cuento de hadas von Edgar Neville (1951).
- Raíces von Benito Alazraki (1953).
- El baile  von Edgar Neville (1959).
- Mi calle  von Edgar Neville (1960).
- 55 Days at Peking (1963).